# Галлуцци, Джузеппе
Джузеппе Галлуцци (итал. Giuseppe Galluzzi, 10 ноября 1903, Флоренция, Италия — 6 декабря 1973, Флоренция, Италия) — итальянский футболист, игравший на позиции полузащитника. По завершении игровой карьеры — футбольный тренер. Выступал, в частности, за клубы «Ювентус» и «Фиорентина». Как тренер приводил «фиалок» к победе в Кубке Италии, а также был первым тренером в клубе «Сампдория».

## Игровая карьера
Родился 10 ноября 1903 года в городе Флоренция. Во взрослом футболе дебютировал в 1920 году выступлениями за команду клуба «Прато», в которой провёл один сезон, приняв участие лишь в 4 матчах чемпионата.
С 1921 по 1927 год играл в составе команд «Фиренце», «Либертас» и «Альба Аудаче».
Своей игрой за последнюю команду привлёк внимание представителей тренерского штаба «Ювентуса», к составу которого присоединился в 1927 году. Сыграл за «старую сеньору» следующие два сезона своей игровой карьеры. В составе «Ювентуса» был одним из главных бомбардиров команды, имея среднюю результативность на уровне 0,33 гола за игру первенства.
В 1929 году заключил контракт с клубом «Фиорентина», в составе которого провёл следующие четыре года своей карьеры игрока — два в Серии B, которую выиграл с командой в 1931 году, и два в Серии А. Большую часть времени, проведённого в составе «Фиорентины», был основным игроком команды.
В течение 1933—1935 годов защищал цвета клуба «Луккезе».
Завершил профессиональную игровую карьеру в клубе «Пиза», за которую выступал на протяжении 1935—1936 годов.

## Карьера тренера
Начал тренерскую карьеру вскоре после завершения карьеры игрока, в 1939 году, возглавив тренерский штаб «Фиорентины». В первом же сезоне Галлуцци привёл «фиалок» к победе в Кубке Италии.
В 1946 году стал первым тренером новосозданной команды «Сампдория». В дальнейшем возглавлял команды «Леньяно», «Ливорно», «Болонья» и «Брешиа».
Последним местом тренерской работы был клуб «Леньяно», команду которого Джузеппе Галлуцци возглавлял в качестве главного тренера до 1954 года.
Умер 6 декабря 1973 года на 71-м году жизни в городе Флоренция.

## Титулы и достижения

### Как игрока
- Победитель Серии B:

«Фиорентина»: 1930/31

### Как тренера
- Обладатель Кубка Италии:

«Фиорентина»: 1939/40